# Peștera Baia lui Schneider
Peștera Baia lui Schneider (Peștera din Dealul Popii) – 489 m lungime, se află pe versantul sud-estic al vârfului Păltinișului.
Peștera a fost recartată în anul 1996 de către Clubul de Speologie „MONTANA” din Baia Mare. Galeria principală a fost ridicată cu teodolitul, galeriile laterale, cele de dedesubt și cele suspendate, au fost ridicate cu busola și clinometrul. Principalele acțiuni au constat în explorarea unor pasaje mai puțin explorate, cunoscute sau neexistente pe hărțile elaborate anterior, obținerea unei hărți complete, iar datorită măsurătorilor făcute cu teodolitul a crescut gradul de precizie. Astfel dezvoltarea actuală a peșterii de la Baia lui Schneider este 791,5 m cu denivelarea negativă de -38 m (date oficiale existente în Cadastrul Carstului din România - ISER București).